# Iole propinqua
Bulbul-d'olho-cinzento ou bulbul-de-olho-cinzento (Iole propinqua) é uma espécie de ave da família Pycnonotidae.
Pode ser encontrada nos seguintes países: Camboja, China, Laos, Myanmar, Tailândia e Vietname.
Os seus habitats naturais são: florestas subtropicais ou tropicais húmidas de baixa altitude.